# Idiotropiscis larsonae
Idiotropiscis larsonae är en fiskart som först beskrevs av Dawson 1984.  Idiotropiscis larsonae ingår i släktet Idiotropiscis och familjen kantnålsfiskar. Inga underarter finns listade i Catalogue of Life.